# Grigol Vashadze
Grigol Vashadze (en georgiano: გრიგოლ ვაშაძე, también transliterado como Gregory Vashadze) (Tbilisi, 19 de julio de 1958) es un político, diplomático y exmiembro del gabinete de Georgia en el Ministerio de Cultura, Preservación del Patrimonio y el Deporte (2008) y ministro de Relaciones Exteriores de Georgia (2008-2012).
Desde 1990 hasta 2008, Vashadze participó en negocios privados y vivió principalmente en Moscú y Nueva York. Regresó a Georgia en 2005. En febrero de 2008, fue nombrado Viceministro del ministro de Relaciones Exteriores David Bakradze, a quien sucedió como ministro interino en abril de 2008. Continuó trabajando como viceministro de Relaciones Exteriores y fue nombrado ministro de Relaciones Exteriores de Georgia en diciembre de 2008, sucediendo a Ekaterine Tkeshelashvili. En octubre de 2012, fue sucedido por Maia Panjikidze. En julio de 2018, fue nominado como candidato presidencial para las elecciones presidenciales de Georgia de 2018 por el Movimiento Nacional Unido y otros 9 partidos de la oposición. En la primera vuelta se posicionó en el segundo lugar con el 38% de los votos, pasando a una segunda vuelta, donde obtuvo el 40%, siendo derrotado por la candidata independiente Salomé Zurabishvili.

## Vida personal

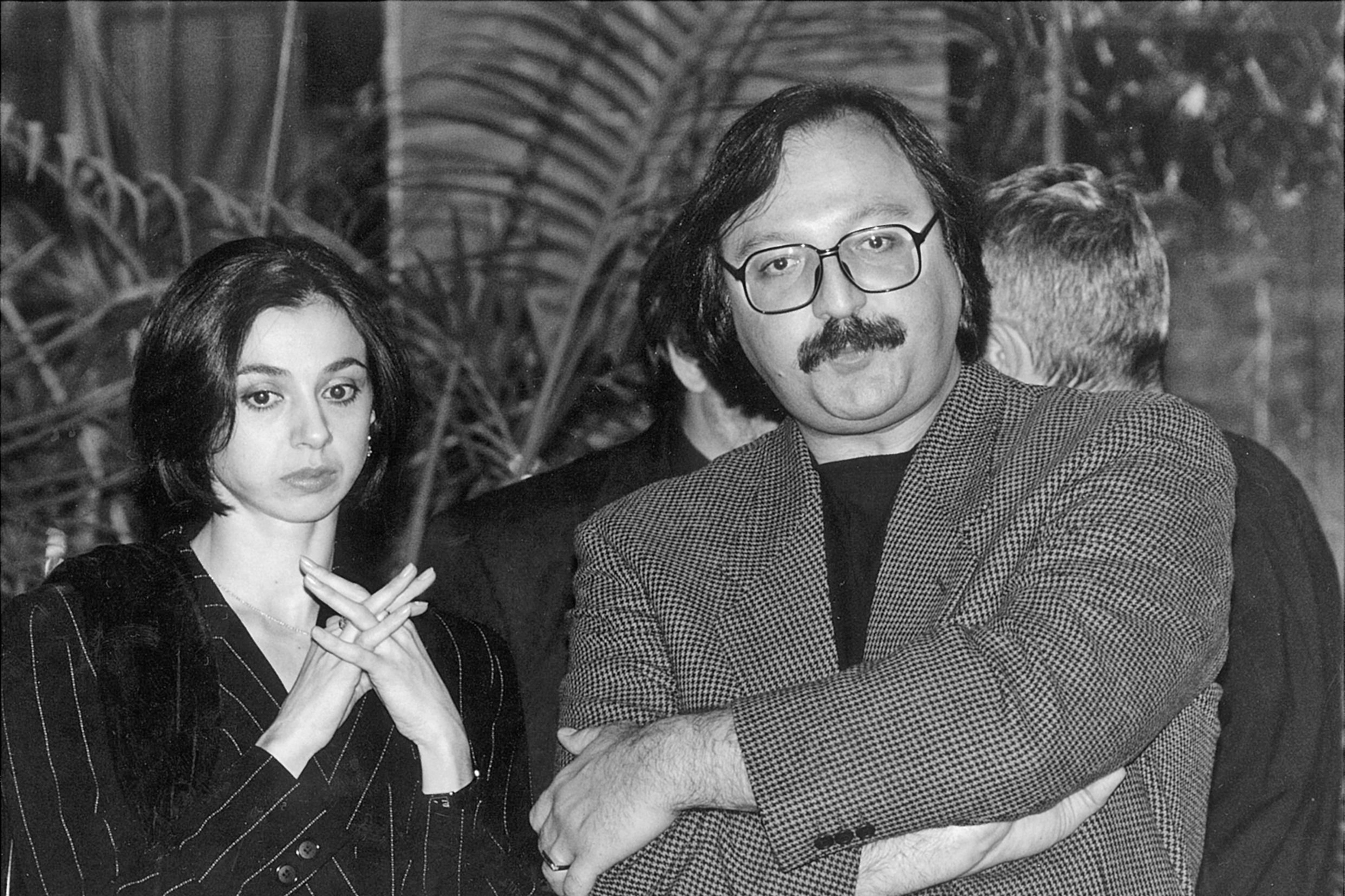
Nino Ananiashvili con su marido Grigol Vashadze.

Vashadze ha estado casado, desde 1988, con la famosa bailarina de ballet Nina Ananiashvili y tiene dos hijos, Nodar y Elene. Aparte de su idioma nativo georgiano, Vashadze habla ruso, inglés, portugués, italiano, español, y francés.